# مايك ماي
مايك ماي (بالإنجليزية: Mike May)‏ هو سياسي أمريكي، ولد في 22 يونيو 1945 في هوبز في الولايات المتحدة. حزبياً، نشط في Republican Party of Iowa ‏ والحزب الجمهوري. وقد انتخب عضو مجلس نواب ولاية ايوا.